# Хван, Александр Фёдорович
Александр Фёдорович Хван (28 декабря 1957, Чебоксары — 17 сентября 2023, Москва) — советский и российский кинорежиссёр, актёр кино и дубляжа,  сценарист и художник.

## Биография
Родился в Чебоксарах. Отец — Фёдор Хван (при рождении Хван Бен Мук) (1927—2006), кореец из деревни Надигоу в Маньчжурии, чья семья в 1933 году бежала от японцев в СССР, по окончании средней школы работал шахтёром, затем учился в Алтайском машиностроительном институте на инженера, оставил воспоминания.
Мать — Людмила Яковлевна Шувалова (1930—2002), дочь номенклатурного работника Якова Соломоновича Копелиовича и Клавдии Алексеевны Шуваловой. С мужем познакомилась на вступительных экзаменах в машиностроительный институт. История их любви описана в документальной повести «Люся и Федя» Елены Фёдоровны Хван — киноведа, руководителя актёрского агентства, сестры Александра Фёдоровича.
Окончил школу № 16 и художественную школу в Чебоксарах. С трёх лет увлекался чтением, часто посещал кино, в школе прочитал книгу об истории мастерской Сергея Герасимова «На уроках Сергея Герасимова», после чего решил стать кинорежиссёром.
В 1980 году окончил режиссёрский факультет ВГИКа (мастерская Льва Кулиджанова и Татьяны Лиозновой).
Известность получил в 1992 году, поставив фильм «Дюба-дюба» с Олегом Меньшиковым в главной роли. Картина была удостоена приза кинопрессы за лучший дебют и успешно участвовал в нескольких кинофестивалях, включая Каннский. Кроме того, режиссёр сам написал музыку для этого фильма.
С 1996 года являлся членом Правления Киностудии Горького. Был секретарём правления Союза кинематографистов России.
В 2002 году участвовал в судебной тяжбе против ООО «Партнёр фильм» и телестудии «РЕН ТВ»: по заявлению Хвана, монтаж его мини-сериала «Шатун» был осуществлён актёром Алексеем Серебряковым, который полностью исказил авторский замысел, испортил операторскую работу и превратил сюжет в бессмыслицу, а часть актёров, отказавшихся участвовать в озвучке, были переозвучены чужими голосами.
Страдал от обострений хронической обструктивной болезни лёгких, провёл две недели в искусственной коме.
Скончался 17 сентября 2023 года на 66-м году жизни. Прах захоронен в колумбарии (уч. 12А, тумба б/н) на Ваганьковском кладбище.

## Личная жизнь
- Первая жена — актриса Елена Астафьева
  - сын Артём
- Вторая жена - Александра Яковлева 
  - сын Игнат

## Фильмография

### Режиссёр
- 1990 — Хозяин (в киноальманахе «Доминус»)
- 1992 — Дюба-дюба
- 1995 — Свадебный марш (новелла из киноальманаха «Прибытие поезда»)
- 1998 — Дрянь хорошая, дрянь плохая
- 1999 — Умирать легко
- 2000 — 2001 — Чёрная комната (новеллы «Ведьма», «Клеопатра»)
- 2001 — Шатун (в титрах не указан)
- 2002 — Кармен
- 2005 — Риэлтор
- 2006 — Секретные поручения
- 2007 — Поводырь
- 2008 — Вареники с вишней
- 2009 — Предлагаемые обстоятельства
- 2010 — Хитровка
- 2010 — Голоса
- 2010 — Гаражи
- 2011 — Группа счастья
- 2012 — Марьина роща
- 2013 — Нарочно не придумаешь
- 2013 — Ожерелье
- 2013 — Цена любви
- 2013 — Мирт обыкновенный
- 2014 — Кровь с молоком
- 2014 — Сильнее судьбы
- 2014 — Полцарства за любовь
- 2015 — Взгляд из вечности
- 2016 — Жизнь без Веры
- 2018 — Сын
- 2018 — Вместе с Верой
- 2019 — Месть на десерт

### Актёр
- 1995 — Свадебный марш (новелла из киноальманаха «Прибытие поезда») — эпизод
- 1996 — Научная секция пилотов — художник
- 1996 — Мания Жизели — «китаец»
- 1997 — Странное время — приятель Саши
- 1998 — Дрянь хорошая, дрянь плохая — таинственный человек (роль озвучил Всеволод Кузнецов)
- 2001 — Фаталисты — азиат
- 2004 — Дети Арбата — Березин
- 2005 — Sказка O Sчастье — Файзо
- 2006 — Питер FM — Петя, дворник (роль озвучил Александр Ильин)
- 2008 — M&M’s: Смешной под — Тупой парень — Богусевич (эпизодическая роль)
- 2009 — Предлагаемые обстоятельства — режиссёр
- 2011 — Физика или химия — Чен, отец Джана
- 2012 — Марьина роща — Александр Фёдорович, врач
- 2014 — Сильнее судьбы — Петрович
- 2016 — Жизнь без Веры — декан
- 2017 — Икра — атташе Вьетнама / министр Вьетнама
- 2017 — Зорге — эпизод
- 2017 — По ту сторону смерти — Накамура
- 2018 — Сын — Сонг (также озвучил роль Марка Рудинштейна)
- 2021 — Серебряный волк — Николай Георгиевич
- 2022 — Сердце Пармы — пам (шаман)

### Сценарист
- 1991 — Шальная баба

## Награды
- 1990 — Специальный приз прессы на КФ «Дебют» в Москве за новеллу «Хозяин» в составе к/а «Доминус».
- 1992 — Приз за режиссуру на ОКФ «Киношок» в Анапе за х/ф «Дюба-дюба».
- 1992 — Приз кинопрессы за лучший дебют года за х/ф «Дюба-дюба».
- 1994 — Приз в номинации «Кино XXI века» на МКФ молодого кино «Кинофорум» за х/ф «Дюба-дюба».
- 1995 — Приз FIPRESCI на ОРКФ «Кинотавр» в Сочи за новеллу «Свадебный марш» в составе к/а «Прибытие поезда».
- 1995 — Приз кинопрессы за лучший фильм года за новеллу «Свадебный марш» в составе к/а «Прибытие поезда».
- 2001 — Специальный приз жюри на РТФ «Сполохи» в Архангельске за новеллу «Ведьма» в составе к/а «Чёрная комната».
- 2003 — Главный приз им. В. Приёмыхова на КФ «Амурская осень» в Благовещенске за х/ф «Кармен».
- 2003 — Гран-при на КФ в Бердянске за х/ф «Кармен».